# Зембра и Зембретта
Зембра и Зембретта (фр. Îles Zembra et Zembretta), или острова Зембра и Зембретта — биосферный резерват и национальный парк в Тунисе.

## Физико-географическая характеристика

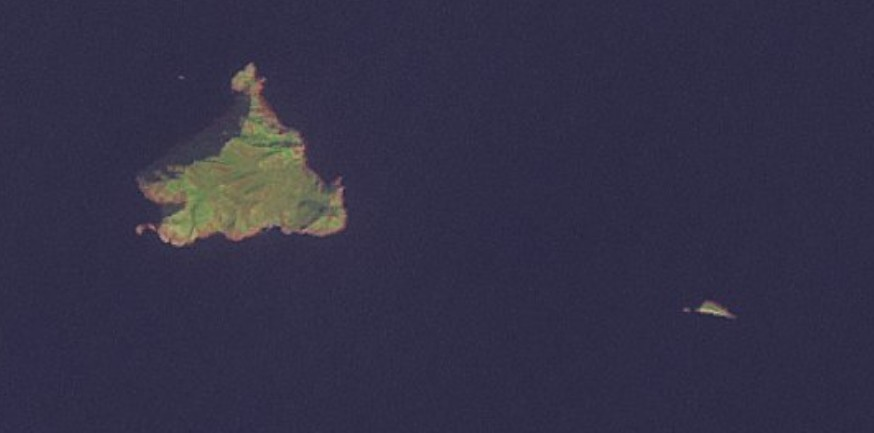
Острова Зембра и Зембрета

Резерват расположен в Тунисском заливе Средиземного моря на островах Зембра и Зембрета недалеко от полуострова Кап-Бон (Cap-Bon). Зембра — высокогорный остров, высота над уровнем моря может достигать 435 метров. Остров Зембрета — крупное скальное образование 400 метров длиной и 50 метров шириной, расположенное между остров Зембра и полуостровом. В морской части резервата глубина достигает 120 метров.
В базе данных всемирной сети биосферных резерватов указаны следующие координаты заповедника: 37°06′ с. ш. 10°48′ в. д.. Согласно концепции зонирования резерватов общая площадь территории, которая составляет 7,91 км² (при площади национального парка 164,88 км²), разделена на две основные зоны: ядро — 5,5 км² (из них 4 км² — морские), буферная зона — 2,41 км². Зоны сотрудничества нет.

## Флора и фауна
На острове Зембра произрастают характерные для средиземноморья виды олива европейская (Olea europea), мастиковое дерево (Pistacia lentiscus), земляничное дерево крупноплодное (Arbutus unedo) и Erica multiflora. Характерны также вечнозелёные кустарники эрика древовидная (Erica arborea) и Calycotome villosa. К редким видам относятся Iberis semperflorens, Dianthus hermaensis и Poterium spinosum. На острове Зембрета в основном произрастают галофиты.
Морской растительный мир представлен красными водорослями порфира (Phyllophora nervosa и Chondrus crispus), коричневыми водорослями (Laminaria rodriguezii и Dictyota dichotoma, и зелёными водорослями (Udotea petiolata и Caulerpa prolifera).
Животный мир в основном представлен в его морской части. У берегов остров водятся обыкновенные дельфины (Delphinus delphis). На самих островах водятся дикие кролики (Oryctolagus cuniculus), которых нет на континенте.

## Взаимодействие с человеком
Люди проживали на острове Зембра несколько столетий и практически уничтожили местный ландшафт. В 1977 году острова были признаны биосферным резерватом и национальным парком, став при этом первым национальным парком Туниса. По данным 1999 года на острове Зембра проживает 10 человек.